# Annona emarginata
Annona emarginata là loài thực vật có hoa thuộc họ Na. Loài này được (Schltdl.) H.Rainer mô tả khoa học đầu tiên năm 2007.